# Герб Долинського району (Кіровоградська область)
Герб Доли́нського райо́ну — один з офіційних символів Долинського району Кіровоградської області. 
Автори герба: В. Кривенко, О. Полячок.

## Історія
Герб розроблявся Кіровоградським обласним відділенням Українського геральдичного товариства.
Затверджений рішенням III сесії Долинської районної ради XXIV скликання № 87 від 20 грудня 2002 року.

## Опис
|  | У синьому полі — золотий колос у стовп, охоплений знизу золотою підковою. |

Щит обрамлений золотим декоративним картушем з дубового листя, оповитим синьою стрічкою з золотим девізом «З вірою, надією, любов'ю». Картуш увінчаний стилізованою композицією з двох золотих декоративних галузок та кетягів калини, в основі якої — жовте сонце з променями.

## Пояснення символіки
Золотий колос характеризує Долинський район як хліборобський край, а золота підкова символізує його розташування на території колишнього Дикого поля — місцевості зі складним історичним минулим. Окрім того, підкова є символом надії на щасливе та світле майбутнє.
Синій колір щита символізує духовність та вірність, золото — багатство та велич.
Елементи декоративного оздоблення гербового щита доповнюють зміст символіки основних гербових фігур. Сонце є джерелом тепла та світла, символом життєвої сили, інтелекту, знань та позитивної енергії. Дубове листя символізує силу, міць та витривалість, а також нагадує про дендропарк «Веселі Боковеньки», розташований в районі.